# Bertram Reinecke

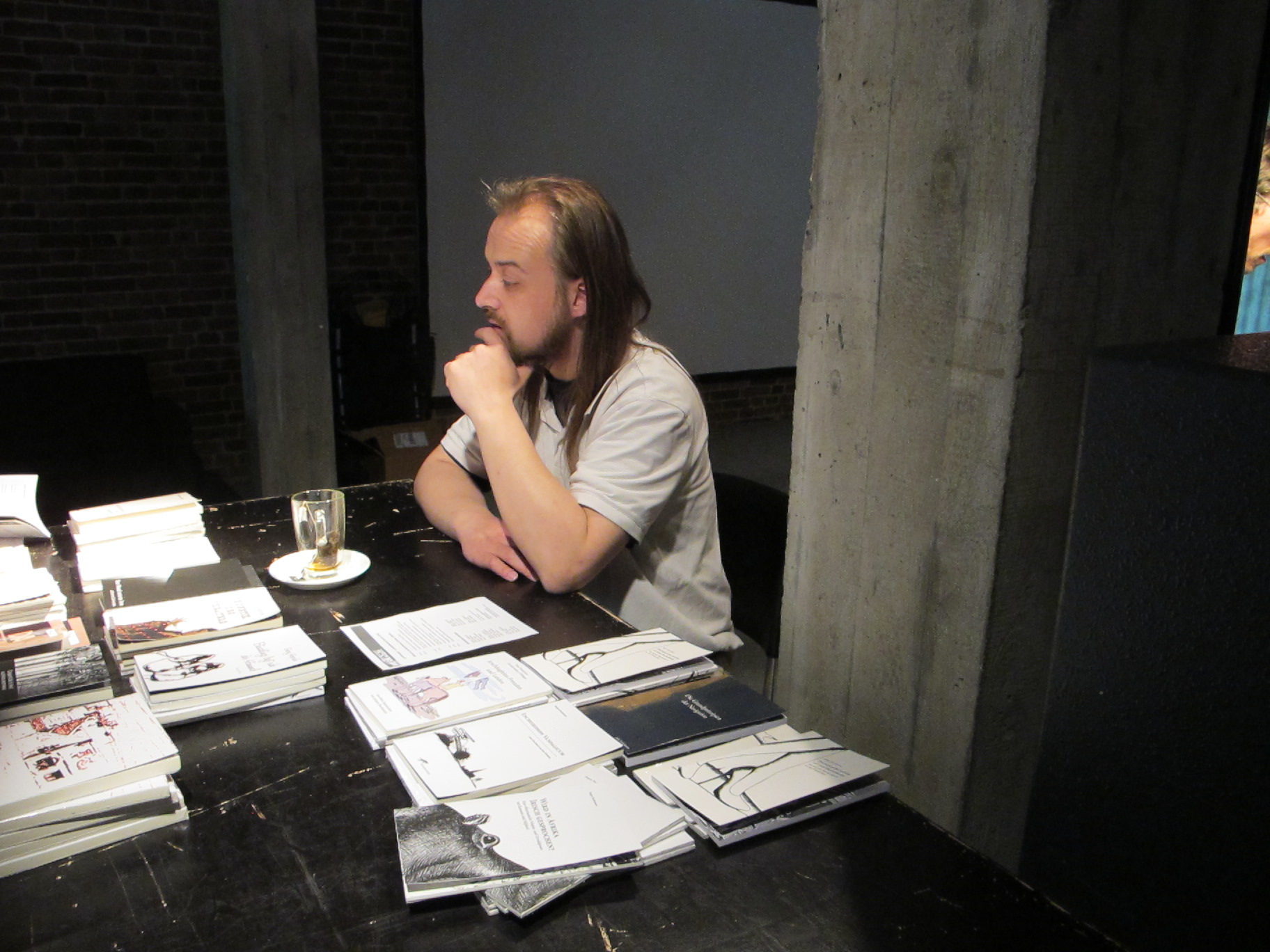
Bertram Reinecke am Stand des Verlags Reinecke & Voß auf dem Lyrikmarkt in Berlin 2014

Bertram Reinecke (* 30. April 1974 in Güstrow) ist ein deutscher Schriftsteller und Verleger.

## Leben und Werk
Bertram Reinecke wuchs in Mecklenburg auf. Er studierte Germanistik, Philosophie und Psychologie an der Universität Greifswald. Anschließend absolvierte er bis 2006 ein Studium am Deutschen Literaturinstitut in Leipzig. In den Wintersemestern 2013/14 und 2014/15 sowie im Sommersemester 2015 war er dort Gastprofessor.
Seit 2009 betreibt er den Verlag Reinecke & Voß (bis 2010 gemeinsam mit Tim Voß, seit 2016 mit Dirk Uwe Hansen und Peter Holland), einem Publikationsmedium für zeitgenössische Lyrik und Prosa. Reinecke & Voß konzentriert sich außerdem auf die Wiederveröffentlichung weniger bekannter Klassiker.
Reinecke ist Verfasser von Lyrik, Prosa, Essays, Kritiken und Texten zu musikalischen Kompositionen.
In sämtlichen Gedichten seines Bandes Sleutel voor de hoogduitsche Spraakkunst werden fremde Textquellen verwendet. Einige Texte sind vollständig aus Zeilen fremder Texte zusammengesetzt (sog. Centos).

## Werke
- An langen Brotleinen. Verlag Wiecker Bote, Greifswald 2000.
- Chlebnikov am Meer. Gedichte und Gedichtgedichte. Weiße Reihe, Stralsund 2004.
- Engel oder Pixel. Distillery (Schock Edition), Berlin 2012.
- Sleutel voor de hoogduitsche Spraakkunst. Roughbooks, Solothurn 2012, ISBN 978-3-906050-87-4.
- Gruppendynamik, Literaturprozesse am Beispiel von Lyrikwerkstätten. Verlagshaus Berlin (Edition Poeticon), Berlin 2013, ISBN 978-3-940249-82-1.
- Gleitsichtwochen. Edition BuchHaus Loschwitz, Dresden 2015, ISBN 978-3-9816210-3-7.
- Mitlesebuch 141. Aphaia Verlag, München 2017.
- Geschlossene Vorgänge − Über einige biographische Artefakte etc. Urs Engeler, Schupfart 2022, ISBN 978-3-907369-04-3.
- Daphne, ich bin wütend. poetenladen, Leipzig 2024, ISBN 978-3-948305-25-3.

## Auszeichnungen
- 2012 Wahl des Bandes Sleutel voor de hoogduitsche Spraakkunst auf die Liste „Gedichtbände des Jahres 2012“ durch die Deutsche Akademie für Sprache und Dichtung und das Lyrik Kabinett München
- 2014 „Poet in Residence“ in Dresden (Loschwitz)
- 2014 Arbeitsstipendium der Kulturstiftung des Freistaates Sachsen.
- 2015 Aufenthaltsstipendium im Schleswig-Holstein-Haus Rostock
- 2020 Arbeitsstipendium der Kulturstiftung des Freistaates Sachsen.